# 美好人生奮鬥記
《切斷！》（日语：キッパリ!）為改編自日本插畫家暨散文作家上大岡梅作品的日本連續劇。全劇共有2季，第2季的劇名後多了一個驚嘆號（「キッパリ!」→「キッパリ!!」）。

## 連續劇
本劇為2007年1月29日至4月13日TBS系的的帶狀午間劇，於「連續劇30」時段播出，由中部日本放送（CBC）製作。全劇共55集（一般為40－45集）。播出時間為午間下午1:30－2:00（JST）。此劇為女主角奧山佳惠產後復出的首部連續劇，合作演出的男主角的場浩司則是首度參加午間劇的演出。
2008年9月1日播出的第2季的首集播出後，飾演長瀨真二的加勢大周即因違法持有鎮定劑藥物及大麻而遭到逮捕，2008年10月3日播出的第25集劇尾打上「未完」字樣。10月6日重播第1季，並在片頭說明重播的原因。全劇於2008年10月31日播畢。

## 劇情概要
為了家務及孩子忙到不可開交的家庭主婦，一度因為壓力過大而想要放棄，之後決心改變自己，重新振作，與家人共同成長。（第1季）

## 登場人物

### 第1季、第2季登場人物
- 君塚真實：奧山佳惠
- 君塚洋平：的場浩司
- 君塚栞（長女）：岡田千咲
- 君塚周（長男）：綾部守人
- 片桐留美（岸留美）：越智静香
- 奥裕子（鴨下裕子）：田村田龜
- 岸淳也：原田篤
- 鴨下毅：柏進
- 田中小百合：和泉茅渟
- 石川由香：鈴木美惠
- 君塚良子：草村禮子
- 君塚洋三郎：山田吾一

### 第1季登場人物
- 立木洋華：田中明
- 甘利龍也：村井克行
- 篠崎彩 ：森下千里
- 小川真：浪花勇二
- 窪塚洋平：宮川一朗太
- 立木琴江：淡路恵子

### 第2季登場人物
- 長瀨真二：加勢大周
- 小山田太一：佐藤正宏
- 小山田雅子：小柳友貴美
- 山田一美：吉野紗香
- 中橋純平：永井浩介
- 長瀨真太郎：大隈祐輝
- 山田一平：飛永翔
- 橋本海斗：倉地純平
- 前川麻里子：重本愛瑠
- 竹田元就：麿赤兒

## 主題曲
- 第1季：Super Band（別想太多！）（Victor Entertainment、2007年2月21日發行）
- 第2季：岡野宏典（我比世界上其他人更愛你）（日本環球音樂、2008年10月8日發行）

## 製作團隊
- 原作：上大岡梅（切斷！短短5分鐘內改變自己的方法）（幻冬舎）
- 劇本：梶本惠美
- 音樂：丸尾稔
- 協助：CBC Creation 、名古屋東通企画、第一舞台 等
- 製作人：堀場正仁（CBC）、塚田哲也（As Birds）
- 責任製作：加藤理美（As Birds）
- 宣傳：重松和世、小柳津朋子
- 導演：西村信、小柳津恵一、大谷佐代（CBC）、樹下直美（As Birds）
- 製作協助：As Birds
- 製作出品：中部日本放送

## 外部連結
- 中部日本放送官方網站 （页面存档备份，存于）
- 原作者上大岡梅官方網站
- 國興衛視官方網站 （页面存档备份，存于）

## 節目的變遷
| 日本MBS·CBC 週一至五13:30-14:00        | 日本MBS·CBC 週一至五13:30-14:00                                                             | 日本MBS·CBC 週一至五13:30-14:00 |
| -------------------------------------- | ------------------------------------------------------------------------------------------- | ------------------------------- |
|                                        | 美好人生奮鬥記 （2007.1.29 - 4.13）                                                         |                                 |
| 家族善哉 （2006.11.27 - 2007.1.26）    | 暖流 （2007.4.16 - 6.29）                                                                   |                                 |
| 週一至五13:30-14:00                    |                                                                                             |                                 |
| 夏戀 （2008.6.30 - 8.29） （電視劇30） | 美好人生奮鬥記2 （2008.9.1 - 10.3） ↓ 美好人生奮鬥記（重播） （2008.10.6 - 10.31） （午劇） | 熊貓來鎮 （2008.11.3 - 12.26）  |

| 國興衛視 週一至週四 22:00至23:00 （一天一次播兩集） | 國興衛視 週一至週四 22:00至23:00 （一天一次播兩集） | 國興衛視 週一至週四 22:00至23:00 （一天一次播兩集） |
| --------------------------------------------------- | --------------------------------------------------- | --------------------------------------------------- |
|                                                     | 美好人生奮鬥記 （2015.02.02 - 2015.03.24）          |                                                     |
| 玻璃之家                                            | 紳士大主廚 （2015.03.25 - 2015.04.09）              |                                                     |